# Max Burghardt

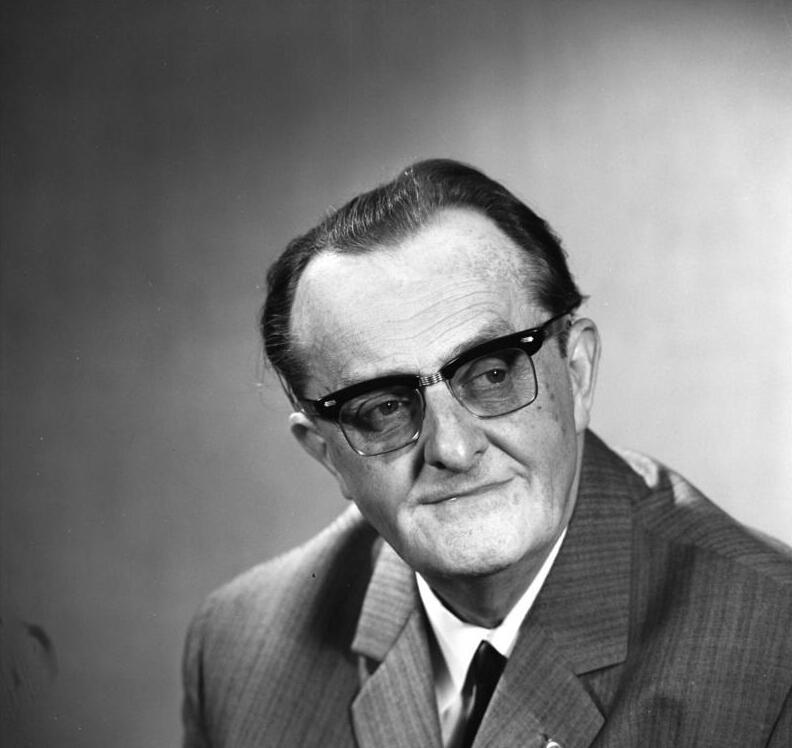
Max Burghardt

Max Burghardt (* 27. November 1893 in Wickendorf bei Schwerin; † 22. Januar 1977 in Ost-Berlin) war ein deutscher Schauspieler, Intendant und Präsident des Kulturbundes der DDR.

## Leben

### Kindheit und Jugend
Burghardt wurde in Wickendorf bei Schwerin geboren, wo der Großvater mütterlicherseits ein kleines Gut in der Nähe des Schweriner Sees besaß. Max Burghardt lebte dort etwa drei bis vier Jahre und zog dann mit seiner Familie nach Berlin-Moabit. Nach einem zwischenzeitlichen Umzug ins Berliner Hansaviertel zog die Familie dann in die Paulstraße wieder nach Moabit. Max Burghardt besuchte ein Gymnasium. Zu seinen Schulfreunden zählte der später als Schauspieler bekannt gewordene Gustav von Wangenheim. Burghardts Vater war Ingenieur und beruflich bedingt häufig über längere Zeiten abwesend. Als prägend für seinen Wunsch Schauspieler zu werden, gab Burghardt später die Erfahrung seines ersten Theaterbesuchs, im Stück Die Räuber im Berliner Schillertheater an. Noch nicht 16-jährig bewarb sich Burghardt bei Paul Legband um eine Aufnahme in die von ihm geleitete Schauspielschule, wurde jedoch abgelehnt. Einige Zeit später wurde er vom Gymnasium verwiesen, da er eine Schulaufführung gestört hatte, indem er im Rahmen eines Schulstreiches ein Bärengebrüll imitiert hatte.
Seine Eltern ließen sich scheiden. Max Burghardt zog etwa 1910 mit seiner Mutter Margot und seinem Bruder Hans nach Rostock. Seinen Vater sah er nie wieder. In Rostock arbeitete er im Büro seines Onkels Carl Uhlenbrock, der eine Generalvertretung für Versicherungen betrieb. Seine Mutter gründete in der Schröderstraße eine Pension. Burghardt absolvierte eine Ausbildung als Buchhändler beim Buchhändler Joerges in der Rostocker Augustenstraße. Sein Onkel hatte eine ordentliche Berufsausbildung als Voraussetzung für eine Schauspielausbildung bestimmt. In seiner Freizeit widmete sich Burghardt dem Segeln.
Er bewarb sich während seiner Lehrzeit bei der von Maria Moissi in Berlin neu gegründeten Schauspielschule und wurde angenommen. Die Schulkosten wurden ihm gestundet. Burghardt brach daraufhin seine Lehrausbildung ab und studierte 1913–1914 dann an der Maria-Moissi-Schauspielschule. Später sah er insbesondere die in dieser Zeit genossene Sprechausbildung kritisch, da er nach dem Vorbild von Alexander Moissi die Eigenart einer als singend umschriebenen Sprechweise annahm. Zu Beginn des Ersten Weltkriegs meldete sich Burghardt als Freiwilliger bei der Marine in Kiel, wurde dort jedoch abgewiesen. Eher zufällig meldete er sich dann freiwillig beim 17. Dragoner-Regiment in Ludwigslust und kam so zur Kavallerie. Nach einer Grundausbildung gelangte er an die deutsche Ostfront und kämpfte an der Düna. Mit Beschwerden am Knie wurde er in ein Lazarett und später wieder nach Ludwigslust verlegt. Im Spätherbst 1917 erfolgte eine Abkommandierung zur Infanterie, die sich tatsächlich jedoch als Einsatz zur Zuckerrübenernte in der Umgebung von Nauen herausstellte. Später wurde Burghardt wieder an die Ostfront verlegt. Vom Peipussee erfolgte im Herbst 1918 eine Verlegung nach Dorpat. Max Burghardt arbeitete als Telefonist beim Regimentsstab. Hier blieb er bis zum Kriegsende. Als entlassener Soldat ging er Mitte November 1918 zurück zu seiner Mutter, die inzwischen in Bremen in der Osterstraße ein kleines Geschäft eröffnet hatte, in dem er aushalf.

### Schauspielkarriere

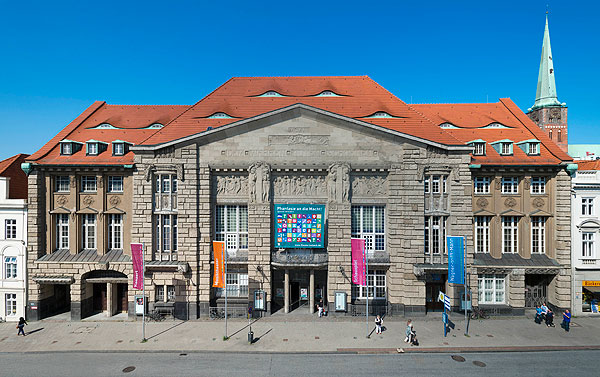
Theater Lübeck

In Bremen versuchte er seine Schauspielausbildung fortzuführen. Er nahm Schauspielstunden bei der Bremer Schauspielerin Josefa Flora. Der Intendant des Bremer Stadttheaters, Julius Otto, stellte Burghardt, auf Empfehlung von Flora, als Volontär ein. Nach einigen Monaten, in denen er nur als Komparse eingesetzt wurde, erhielt er eine kleine Sprechrolle und ein erstes Honorar. Weitere Rollen und ein ordentlicher Vertrag als Anfänger folgten. Auf Vermittlung einer Tante erhielt er die Gelegenheit als Gastspiel den Mortimer in Maria Stuart am Theater Lübeck zu geben. Im Ergebnis erhielt er in Lübeck einen Zweijahresvertrag als Vollschauspieler. In dieser Zeit nahm er zeitweise beim in Hamburg tätigen Hermann Wlach Schauspielunterricht.
Auf Vermittlung des Theateragenten Wahle ging Burghardt im August 1923 an das Rostocker Stadttheater. Dort blieb er jedoch nur ein Jahr. Er fand ein Engagement in Münster am dortigen Theater, wo er jedoch ebenfalls nur kurze Zeit blieb. Es schloss sich eine Anstellung in Plauen an. Hier lernte er die Opernsängerin Charlotte Massenburg kennen, die er ein Jahr später in Darmstadt heiratete. In den Sommermonaten spielte das Theaterensemble in Bad Elster. Dort sprach ihn nach einer Vorstellung Bertold Held an, der ein Engagement am Deutschen Theater in Berlin vorschlug. Zunächst ging Burghardt noch an das Theater nach Erfurt, wo ihn tatsächlich bald die Einladung zu einem Vorsprechen bei Max Reinhardt erreichte. Das Vorsprechen fand im Theater am Kurfürstendamm statt. Reinhardt wollte ihn engagieren, verlangte jedoch eine Spezialisierung. Burghardt lehnte ab und blieb in Erfurt. Um in der Nähe seiner in Darmstadt beschäftigten Ehefrau zu sein, nahm er ein Engagement am im Volksbildungsheim ansässigen Frankfurter Künstlertheater in Frankfurt am Main auf. Das Ensemble bespielte drei Wochen im Monat kleine Volksbühnen im Rhein-Main-Gebiet. Burghardt bezog ein Zimmer in der Frankfurter Kaiserstraße. Er wurde zum Obmann des Lokalverbandes der Gewerkschaft gewählt und nahm an einem Kongress der Deutschen Bühnengenossenschaft teil. Probleme ergaben sich mit dem Erstarken der Nationalsozialisten vor allem für seine Ehefrau, die sich als „Halbjüdin“ Anfeindungen ausgesetzt sah. Sie erhielt anonyme Briefe und wurde beschimpft.
Für drei Jahre blieb er beim Künstlertheater, überwarf sich dann aber mit dem Intendanten Hans Meissner und kündigte. Er trug sich mit dem Gedanken nach Berlin zugehen und dort als Schriftsteller zu arbeiten. Tatsächlich ging er dann nach Ende der Spielzeit nach Berlin. Seine Ehefrau blieb zurück. In Berlin lebte er bei einem Freund und hatte vereinzelte Auftritte, musste sich jedoch arbeitslos melden. Er schrieb auch Kurzgeschichten und Gedichte, jedoch ohne wirtschaftlichen Erfolg. Burghardt erhielt dann ein Angebot nach Frankfurt am Main zurückzukehren. Er spielte für zwei Monate am Rhein-Main-Theater den Johannes Vockerath in Hauptmanns Einsame Menschen. Er erhielt dann ein Angebot für eine Gastrolle am privaten, durch Direktor Kraushaar geleiteten Stuttgarter Schauspielhaus, das er sofort annahm. Auch seine Frau Charlotte kam nach Stuttgart. In Stuttgart freundete er sich mit den Schauspielern Willy Reichert und Fritz Wisten an.
Max Burghardt und seine Frau standen politisch schon seit längerem der KPD nahe. Ende 1929/Anfang 1930 stellten sie einen Aufnahmeantrag und wurden dann Mitglieder der KPD. Gemeinsam besuchte das Ehepaar Veranstaltungen der Marxistischen Arbeiterschule, erster Lehrer hier war der später in der DDR einflussreiche Kurt Hager. 1932 kehrte Burghardt für ein Gastspiel als Hamlet nach Frankfurt am Main an das Frankfurter Künstlertheater zurück.

### Nationalsozialismus

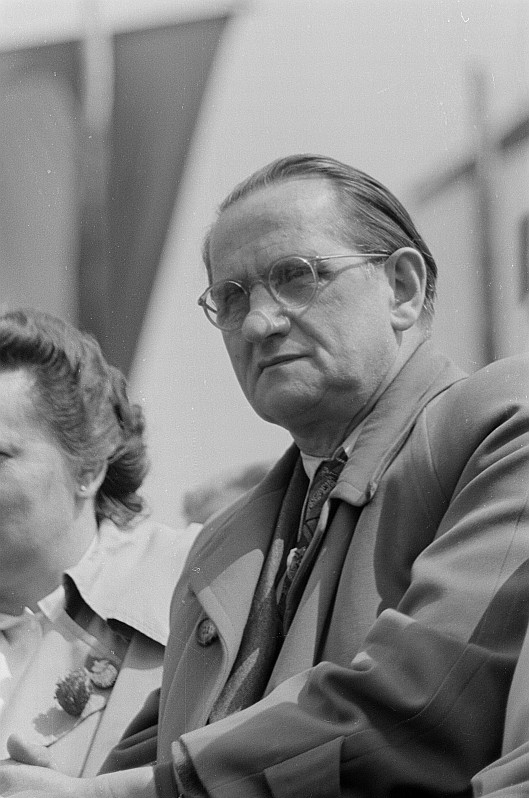
Max Opitz, 1951

An dem Theater erlebte er auch die sogenannte Machtergreifung der Nationalsozialisten. Burghardt versteckte in seiner Wohnung einen KPD-Genossen, der dann nach Paris floh. Auch seinem Kollegen Alexander Maaß verhalf er zur Flucht. Burghardt kehrte nach Stuttgart zurück. Gemeinsam mit seiner Frau und seiner Schwägerin lebte er in der Villa des Professors Hölder in der Waldstraße 13 in Degerloch. Zeitweise hielt sich in seiner Wohnung auch der KPD-Funktionär Max Opitz auf, mit dem er sich anfreundete.
Max Burghardt spielte auch weiterhin am Schauspielhaus, wobei sich die Arbeitsbedingungen dort erheblich verschlechtert hatten. Der bisherige Intendant war aufgrund seiner jüdischen Herkunft entlassen und durch einen Nationalsozialisten ersetzt wurden. Zweimal im Monat fuhr er auch weiterhin nach Frankfurt und spielte dort Hamlet. Darüber hinaus verfasste er Hörspiele. Im Kabarett Friedrichsbau trat er in Sketchen und kleineren Theaterstücken auf.
Im Auftrag der verbotenen KPD fuhr Max Burghardt häufiger in die Schweiz nach Zürich und Basel und nahm Kontakt mit Schweizer Kommunisten, auch am Zürcher Schauspielhaus auf. Als Rechtfertigung für die Auslandsreisen dienten Gastspiele. Im Zuge seiner illegalen Tätigkeit arbeitete er auch mit Lilo Herrmann zusammen.
Am 5. Dezember 1935 um 6.00 Uhr wurde Burghardt, letztlich wegen illegaler Tätigkeit in der Gruppe Lilo Herrmann, von der Gestapo in seiner Wohnung in Degerloch verhaftet. Er wurde zunächst zum Hotel Silber, der örtlichen Hauptleitstelle der Gestapo, gebracht und dort verhört. Kurze Zeit später wurde er in das Polizeigefängnis Welzheim verbracht, in dem er vier Wochen gefangen gehalten und auch verhört wurde. Es folgte dann wieder eine Haft im Untersuchungsgefängnis Stuttgart. Die Untersuchungshaft dauerte zwei Jahre, die Burghardt in Einzelhaft verbrachte. In der Haft wurde er einmal vom SA-Funktionär Hanns Ludin aufgesucht. In dem schließlich unter der Bezeichnung Duchrow und Genossen auch gegen Burghardt geführten Strafverfahren gelang es vor allem durch die Aussage seiner Frau Charlotte und entsprechend vorgelegter Dokumente nachzuweisen, dass die Auslandsreisen Burghardts Gastspielen dienten. Der mit der Todesstrafe bedrohte Vorwurf des Landesverrats wurde daher gegen ihn fallengelassen. Letztlich wurde er zu vier Jahren und sechs Monaten Zuchthaus verurteilt. Die Untersuchungshaft wurde nur zum Teil angerechnet. Zur Verbüßung der Haftstrafe kam Max Burghardt in das Zuchthaus Ludwigsburg. Zunächst klebte er dort Tüten, später arbeitete er in der Gefängnisbibliothek. In der Haft traf er wieder auf Max Opitz. Nach Verbüßung der Haftstrafe wurde er jedoch nicht freigelassen, sondern erneut im Lager in Welzheim inhaftiert. In dieser Zeit lernte er auch den späteren SPD-Politiker und Generalstaatsanwalt Richard Schmid kennen. Zeitweise arbeitete Max Burghardt hier als Schreiber im Büro. Nach etwa einem Jahr, am 6. April 1941, erfolgte dann seine Freilassung.
Nach seiner Entlassung kehrte Max Burghardt nach Bremen zurück, wo seine Mutter, in der Kleinen Annenstraße 17a, und seine Frau lebten. Seiner Frau war es gelungen, eine ungarische Geburtsurkunde zu beschaffen, die eine arische Abstammung auswies, so dass sie von der Judenverfolgung verschont blieb. Zunächst musste Burghardt sich noch einmal wöchentlich bei der örtlichen Polizei melden. Die Meldeauflagen fielen später weg. Gesundheitlich hatte er haftbedingt Beeinträchtigungen erlitten. Als problematisch erwies sich eine Veränderung des Hüftgelenks, die zu Schmerzen führte.
Er fand eine Anstellung in der Registratur der Bremer Niederlassung der Mineralölfirma Rhenania-Ossag. Um den zunehmenden Luftangriffen zu entgehen, brachte Burghardt seine gesundheitlich angegriffene Mutter nach Bad Doberan. Er selbst blieb jedoch mit seiner Frau in Bremen. Durch Personaleinsparungen verlor Burghardt seinen bisherigen Arbeitsplatz und wurde zu den Bremer Atlas-Werken dienstverpflichtet. Die Atlas-Werke waren eine große Werft an der Weser, die U-Boot-Segmente und Kanonenboote baute. Burghardt war auch hier als Gehilfe in der Registratur tätig. In seiner Freizeit verfasste Burghardt mehrere Schauspiele.
Bei einem großen Luftangriff auf Bremen wurde das Ehepaar Burghardt ausgebombt. Sie selbst befanden sich zu diesem Zeitpunkt im zum Luftschutzbunker umgebauten Keller der Bremer Baumwollbörse am alten Markt. Die Burghardts kamen zunächst bei Freunden unter. Später konnten sie ein Zimmer in der Villa des Abteilungsleiters Burghardts, Wedemeier, beziehen und wohnten dann letztlich in einem Appartement eines Frauenheims in der Schwachhauser Heerstraße. In den letzten Kriegstagen hatten die Atlas-Werke aufgrund der Zerstörungen die Produktion eingestellt. Max Burghardt entzog sich dem Dienst im Volkssturm und blieb im Wohnheim.

### Nachkriegszeit
Wenige Tage nach Kriegsende verstarb Max Burghardts Mutter unversorgt in einem Krankenhaus in Bad Doberan.
Burghardt bemühte sich nach Kriegsende um die Erlaubnis eine Kleinkunstbühne in Bremen betreiben zu dürfen. Die US-amerikanische Besatzungsbehörde verwehrte jedoch, mit dem Verweis, die Zeit des Agitprop sei vorbei, eine Lizenz. Mit anderen Mitstreitern initiierte er dann fliegende Programme, für die die vorliegende Genehmigung der städtischen Stelle genügte. Die Gruppe spielte in wechselnden Räumlichkeiten und veranstaltete kleine musikalisch-literarische Abende. Burghardt trug auch die von ihm im Zuchthaus verfasste Reformations-Ballade vor, die jedoch vom Publikum nur kühl aufgenommen wurde. Er bereitete auch die Gründung des Bremer Kulturbundes vor. Später gehörte er zu den Mitbegründern des Kulturbundes in Köln und Aachen.
Nach einiger Zeit erhielt Burghardt einen Brief von Willi Bechtle aus Stuttgart, der ebenfalls in Welzheim inhaftiert gewesen war und jetzt der KPD-Bezirksleitung Württemberg angehörte. Bechtle bat ihn nach Stuttgart zu kommen und für die KPD in der Kulturarbeit tätig zu werden. Auch Richard Schmid, zwischenzeitlich Generalstaatsanwalt in Württemberg, schlug Max Burghardt vor nach Stuttgart zurückzukehren. Er bot ihm die Intendanz des Stuttgarter Rundfunks an. Im Januar 1946 reiste er nach Stuttgart und suchte gemeinsam mit Richard Schmid am 14. Januar die amerikanische Militäradministration auf. Das Gespräch verlief positiv. Ein weiteres Gespräch wurde für den 16. Januar vereinbart. Am 15. Januar nahm Burghardt im Landestheater an einer Liebknecht-Luxemburg-Lenin-Feier als Redner teil und trug dort ein selbst verfasstes Gedicht vor. Sein Name war auch auf den Veranstaltungsplakaten aufgeführt. Das Gespräch am 16. Januar verlief dann frostig. Burghardt wurde nicht zum Intendanten für den Stuttgarter Sender bestellt.

### Intendant in Köln
Am 10. Februar 1946 sucht ihn sein Freund Alexander Maaß auf. Maaß war Angehöriger der britischen Streitkräfte und hatte eine einflussreiche Funktion im Nordwestdeutschen Rundfunk (NWDR) inne. Maaß bot Burghardt die Position des Intendanten des Senders Köln an. Es folgte eine Besprechung mit dem britischen Kontrolloffizier Porter in Hamburg, in der auch die politische Einstellung Burghardts, seine Mitgliedschaft in der KPD und seine Widerstandsarbeit in der Zeit des Nationalsozialismus besprochen wurde. Porter verlangte von Burghardt, sich an die demokratischen Spielregeln zu halten, die eigene Partei und Ideologie nicht in den Vordergrund zu rücken und allen Parteien die gleichen Rechte zuzubilligen. Burghardt sagte das zu und wurde als Intendant für den Sender Köln eingestellt. Mit der Zwangsvereinigung von SPD und KPD zur SED am 21. April 1946 wurde Burghardt Mitglied der SED. Da die westlichen Besatzungsmächte der KPD die Verwendung dieser Bezeichnung untersagten, blieb es in Westdeutschland bei der Benennung als KPD-Mitglied.
Zunächst hospitierte Burghardt am Sender Hamburg und trat dann am 2. Mai 1946 seine Stelle in Köln an. Sein Amtsantritt führte insbesondere in konservativen Kreisen zu Protesten. Konrad Adenauer sprach vom „roten“ Intendanten und warf der britischen Militärregierung Ahnungslosigkeit vor. Sie habe nicht gewusst, was sie tat, als sie einen Mann einsetzte, der im Rundfunk Marx als seinen Leitstern bezeichnete.
Im Sender konnte er sich auf den Leiter der politischen Abteilung Karl-Eduard von Schnitzler, später Chefkommentator des DDR-Fernsehens, die Leiterin des Kinderfunks Els Vordemberge sowie Karl Georg Egel, der dokumentarische Hörspiele verfasste, stützen. Später kam auch noch Karl Gass zum Sender. Für Verstimmung bei den britischen Stellen sorgte der Besuch Burghardts bei einer öffentlichen Kundgebung Wilhelm Piecks und Otto Grotewohls in Köln am 21. Juli 1946.
Abgesehen von den Auseinandersetzungen um seine politische Ausrichtung ergab sich als weiteres Problem der im Sender und in der politischen Landschaft des Rheinlands bestehende Wunsch nach einer Loslösung des Senders vom Sender Hamburg.
Als Intendant suchte er die in Köln-Braunsfeld ausfindig gemachte Schriftstellerin Irmgard Keun auf und versuchte sie für eine Mitarbeit im Sender zu gewinnen. Tatsächlich ergab sich eine Zusammenarbeit. In seiner Amtszeit wurde das vielbeachtete Hörspiel Draußen vor der Tür von Wolfgang Borchert als Uraufführung ausgestrahlt. Auch die Sendung Peter von Zahns Was wäre, wenn? sorgte für Aufmerksamkeit. Von Zahn wohnte anlässlich eines Aufenthalts in Köln einmal für acht Tage mit in Burghardts Wohnung. Im musikalischen Bereich konnten der Unterhaltungsmusiker Hans Bund und das Gürzenich-Orchester gewonnen werden. Planungen gingen dahin, ein eigenes Sinfonieorchester zu schaffen.
Hinsichtlich des von Max Burghardt in den letzten Kriegsjahren geschriebenen Schauspiels Judiths Sohn ergaben sich Interessen an einer Aufführung an Theatern. Es war eine gemeinsame Uraufführung des Theater Wuppertal und des Stuttgarter Schauspielhauses geplant. Nach dem Rückzug des Wuppertaler Hauses kam es Anfang 1946 zu einer Uraufführung nur in Stuttgart. Regie führte der Intendant Fred Schroer. Das prokommunistische Züge tragende Stück war kein Erfolg und wurde von Teilen der Kritik deutlich abgelehnt.
Trotz der politischen Auseinandersetzungen wurde zeitweise erwogen, Burghardt die Generalintendanz des NWDR zu übertragen. Dies geschah jedoch nicht. Letztlich kam es auch zu Auseinandersetzungen zwischen Burghardt und Maaß. Ende 1946 gab es ein Gespräch zwischen mehreren britischen Offizieren und von Schnitzler und Burghardt, das sich um die politische Einstellungen von Schnitzler und Burghardt drehte. Einige Zeit später wurde Burghardt zum obersten Rundfunkchef nach Hamburg gebeten. Burghardt wurde vorgeschlagen, von Schnitzler auf einen anderen Posten zu versetzen, sein Ton sei zu aggressiv. Burghardt lehnte das ab. Das Finale der Auseinandersetzung ergab sich, nachdem Burghardt eine Disziplinarmaßnahme ausgesprochen hatte, die jedoch von den Briten nicht mitgetragen und zurückgenommen wurde. Der Rundfunkchef besuchte daraufhin Max Burghardt in Köln und legte eine Aufgabe der Intendanz nahe. Tatsächlich teilte Burghardt ihm mit, dass er nicht beabsichtige noch länger am Sender zu arbeiten. Als Termin für sein Ausscheiden legte Burghardt eine Frist von vier Wochen fest.

### Referatsleiter in Berlin
Nach seinem Abschied aus Köln holte ihn Friedrich Wolf nach Berlin. Wolf stellte Burghardt den Vizepräsidenten der Volksbildung, Erich Weinert vor. Weinert war auch für Kunst und Literatur zuständig. Nach einem kurzen Gespräch stellte er Max Burghardt als Referatsleiter für Musik und Theater ein. Burghardt war zunächst in den Resten des Hotels Adlon untergebracht. Sein Arbeitsplatz befand sich gegenüber der Hotelruine im Haus der Volksbildung. Das Arbeitsgebiet umfasste die Neuorganisation der Theaterlandschaft in der sowjetischen Besatzungszone, wobei ein Schwerpunkt auf der Instandsetzung und Wiederherstellung der zerstörten Theatergebäude lag. Nach einiger Zeit wurde ihm eine Wohnung in Niederschönhausen zugewiesen. Er holte seine noch in Köln gebliebene, zwischenzeitlich an Angina Pectoris erkrankte Ehefrau Charlotte nach Berlin.

### Intendant in Leipzig

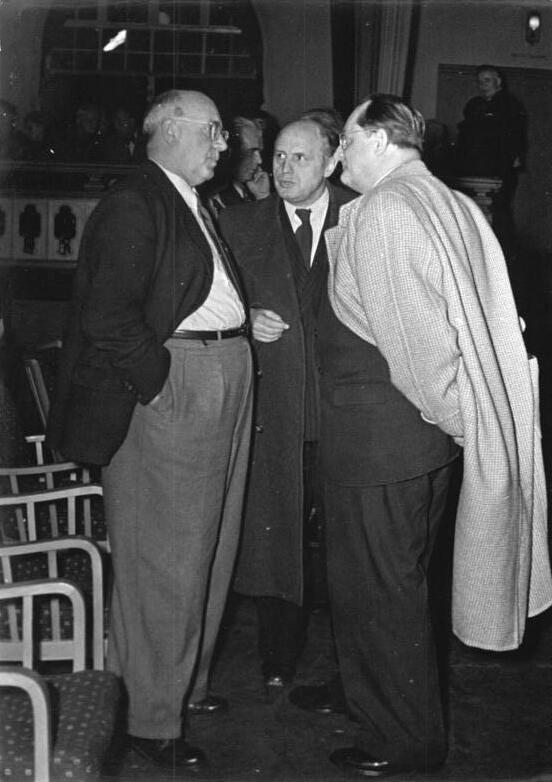
Burghardt im Leipziger Felsenkeller im Gespräch mit Johannes R. Becher und Ferdinand May, 1953

1950 wurde Max Burghardt auf Vorschlag seines Bekannten Max Opitz, der inzwischen Oberbürgermeister von Leipzig war, Generalintendant der Städtischen Theater Leipzig. Er lebte in einem Haus im Leipziger Stadtteil Gohlis. Noch vor seinem Amtsantritt wurden die fünf Bühnen der Stadt, Schauspielhaus, Oper, Kammerspiele, Jugendtheater und Operette. Burghardt musste die Strukturveränderung und auch einen damit verbundenen Personalabbau umsetzen. Er bildete aus den Leitern der Häuser, dem Parteisekretär, dem BGL-Vorsitzenden, dem Generalmusikdirektor, dem Chefdramaturg, dem technischen Direktor, dem Kulturdirektor und dem Wirtschaftsleiter ein Direktorenkollegium. Schauspielhaus und Kammerspiele waren dem Oberspielleiter Johannes Arpe unterstellt. Darüber hinaus setzte Burghardt für die künstlerischen Aspekte ein Regiekollegium ein, das aus Dramaturgen, Regisseuren, Schauspielern und Bühnenbildnern bestand. Einen inhaltlichen Schwerpunkt setzte Burghardt auf das Autorentheater.
Die von Paul Dessau geschaffene Vertonung des von Friedrich Wolf stammenden Poems Die Studentin von Stuttgart wurde unter Max Burghardt in Leipzig uraufgeführt. Als erfolgreiche Inszenierung bezeichnete Burghardt später die Aufführung von Schillers Jungfrau von Orleans durch Alexander Winds. Am 4. Oktober fand die deutsche Uraufführung des Balletts Die Flamme von Paris des Komponisten Boris Wladimirowitsch Assafjew, inszeniert von Lilo Gruber, statt. Auch die Welturaufführung Rolands Robespierre fand, unter der Regie von Arthur Jopp, in Leipzig statt. Zu einer Vorstellung des Stücks erschienen auch der Präsident der DDR, Wilhelm Pieck, in Begleitung von Otto Grotewohl und Max Opitz. Aufgeführt wurde auch die Oper Wat Tylor von Allan Bush, der das Werk im Anschluss Max Burghardt widmete. Johannes Arpe inszenierte den Florian Geyer von Gerhart Hauptmann. Burghardt engagierte sich auch für die DDR-Erstaufführung der Winterschlacht von Johannes R. Becher. Zu einer Probe des Stücks erschien neben Lilly Becher, der Ehefrau Bechers, auch Helene Weigel. Die Premiere fand im Februar 1953 statt, zu der die führenden Theaterleute der DDR, darunter auch Bertolt Brecht, erschienen. Brecht lobte im Gespräch mit Burghardt das Stück, meinte aber, dass Burghardts Schauspieler keine Verse sprechen könnten.
Im Haus wurden auch viele Stücke von Friedrich Wolf aufgeführt. So wurden Die Matrosen von Cattaro, Tai Yang erwacht, Der arme Konrad und Bürgermeister Anna gezeigt. Die Premiere von Der arme Konrad am 1. Oktober 1953 war zugleich die letzte von Wolf besuchte Theatervorstellung, bevor er am 5. Oktober 1953 verstarb.
Auf Einladung Burghardts besuchte Winifred Wagner, Schwiegertochter Richard Wagners, Leipzig und besuchte auch das Ehepaar Burghardt. Man diskutierte vor allem musikalische und politische Fragen. Anlässlich des für den 25./26. Oktober 1952 vorgesehenen Deutschen Kulturtages hielt sich Burghardt in Bayreuth auf. Die Konferenz wurde überraschend vom bayerischen Innenministerium verboten.
In Leipzig erlebte Burghardt auch den Aufstand des 17. Juni. Er musste, von einer Menge bedrängt, seinen Wagen verlassen, wurde beschimpft und aufgefordert sein Parteiabzeichen zu entfernen. Zu Handgreiflichkeiten kam es allerdings nicht.

### Intendant an der Deutschen Staatsoper in Berlin

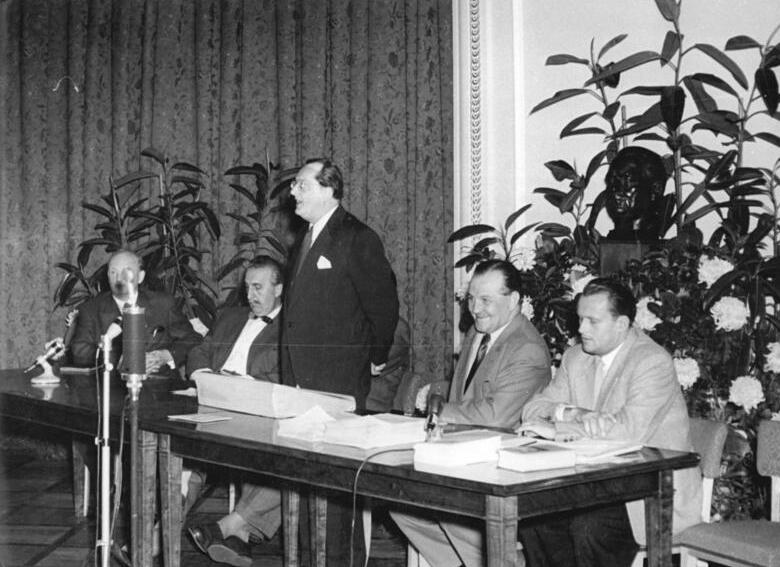
Burghardt auf der Pressekonferenz der Deutschen Staatsoper am 10. August 1955

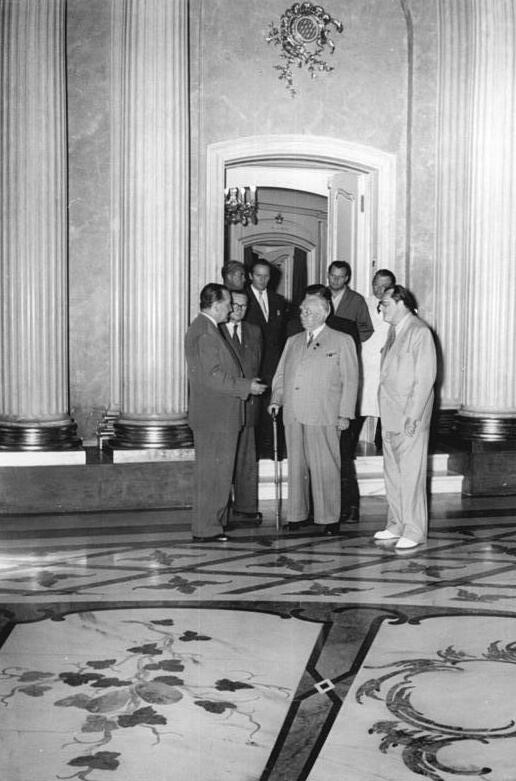
Besichtigung der Deutschen Staatsoper am 8. September 1955 gemeinsam mit Wilhelm Pieck, Burghardt rechts im Bild

Von 1954 bis 1963 war er Intendant der Staatsoper Unter den Linden. Die Berufung erfolgte durch den zwischenzeitlich zum Minister für Kultur der DDR ernannten Johannes R. Becher. Er löste den als Interimsintendanten tätigen Henner Allmeroth ab. Das Gebäude der Staatsoper befand sich noch im Bau, als behelfsmäßiger Spielort diente der Admiralspalast. Da Burghardt noch nicht über eine Wohnung in Berlin verfügte, lebte er zunächst wieder im Adlon. Etwas später bezog er mit seiner Ehefrau ein Haus in Wilhelmshagen bei Erkner. 1961 entstand ein Haus auf Usedom, wohl in Zempin.
Als problematisch erwies sich sein Vorhaben Lilo Gruber anstelle der bisherigen Spies als Ballettmeisterin einzusetzen. Innerhalb des Ballets gab es erheblichen Widerstand gegen diese Personalie. Als weiteres Problem sah Burgardt die verhältnismäßig vielen an der Ost-Berliner Oper tätigen, aber im Westen lebenden Künstler. Er bedauerte, dass viele Künstler die Staatsoper als Sprungbrett für eine Karriere im Westen nutzten.
Burghardt war bemüht Erich Kleiber als Kapellmeister an die Staatsoper zu holen und suchte ihn in Zürich auf. Tatsächlich kam Kleiber auch nach Berlin. Allerdings überwarf er sich mit Burghardt bzw. den DDR-Behörden und löste alle Verbindungen zur Staatsoper. In einem offenen Brief an Burghardt kritisierte er die Entfernung der Inschrift Fridericus Rex Apollini Et Musis am Operngebäude und befürchtete ein Eindringen in seinen musikalischen Wirkungsbereich und eine Störung seiner freien Kunstausübung. An Stelle Kleibers wurde Franz Konwitschny neuer Generalmusikdirektor. Diverse andere Künstler verließen unter ähnlichen Aspekten das Haus, so Lovro von Matačić, Hans Löwlein und der Chordirektor Karl Schmidt.
Die Eröffnung des wiederaufgebauten Opernhauses erfolgte am 4. September 1955 mit der Iphigenie in Aulis von Glucks. Aufsehen erregte die Aufführung des Wozzeck von Alban Berg. Burghardt hatte sich im Vorfeld mit Brecht und Dessau beraten, ob er die Aufführung wagen solle, beide hatten zugeraten. Aufgeführt wurde auch die Neue Odyssee von Robert Hanell. Als DDR-Erstaufführung brachte man Der Revisor von Werner Egk. Eine weitere Neuheit war die Aufführung der slowakischen Volksoper Krutnava von Eugon Suchon. Aufgeführt wurde auch Ottmar Gersters Die Hexe von Passau, eine während des Bauernkriegs spielende dramatische Opernballade.
Mit der Aufführung Richard Wagners Götterdämmerung befand sich der gesamte Ring auf dem Spielplan der Staatsoper. Regisseur war Erich Witte. 1961 spielte man die Oper Peer Gynt von Werner Egk anlässlich seines 60. Geburtstages. Die Uraufführung des Werks war 1938 an der Deutschen Staatsoper erfolgt.
Zeitweise gab es Überlegungen die Staatsoper und die Komische Oper unter der gemeinsamen Intendanz Burghardts zu betreiben. Walter Felsenstein wäre an beiden Häusern Regisseur geworden. Die Pläne wurden jedoch nicht umgesetzt.
Burghardt war seit 1951 Mitglied der Akademie der Künste, wurde 1954 Kandidat und 1959 Mitglied des Zentralkomitees der SED. Am Rande einer Tagung des Zentralkomitees im Jahr 1957 bat Johannes R. Becher Burghardt seine Nachfolge als Präsident des Kulturbundes der DDR anzutreten. Auf dem 5. Bundeskongress des Kulturbundes, der vom 7. bis 9. Februar 1958 tagte, schlug Becher Max Burghardt dann offiziell vor. Er wurde auf dem 8. Bundeskongress 1972 dann zum vierten Mal wiedergewählt. Letztlich war er von 1958 bis 1977 Präsident des Kulturbundes der DDR.
1961 starb seine Ehefrau Charlotte nach einem Schlaganfall im Berliner Regierungskrankenhaus.
Mit dem Bau der Berliner Mauer am 13. August 1961 verschlechterten sich die Arbeitsbedingungen für die in West-Berlin lebenden Mitarbeiter der Staatsoper drastisch. Zwar konnten sie den Arbeitsplatz noch erreichen und erschienen auch zum Dienst, allerdings konnten die Ostmarkbezüge ab dem 15. September 1961 nicht mehr in Westmark umgetauscht werden. Am 20. August konnte die Staatsoper planmäßig die neue Spielzeit eröffnen. Zum 15. September lösten jedoch etwa 200 West-Berliner Mitarbeiter ihre Verträge. Einige West-Berliner blieben an der Staatsoper. Die in großer Zahl fehlenden Chormitglieder wurden durch das Staatliche Gesangsensemble Berlin-Köpenick ersetzt. Das Ballett wurde mit Schülern von Theaterfachschulen aufgefüllt, die kurz vor ihrem Diplom standen. Fehlende Solisten kamen aus anderen Häusern der DDR und des Ostblocks an die Staatsoper. Darüber hinaus setzte man verstärkt auf Gastspiele. Als Kapellmeister gewann Burghardt Helmut Seydelmann. Am 22. November 1961 gelang bereits wieder eine aufwendige Fidelio-Aufführung.
Nach dem Tode seiner Frau und den Belastungen im Herbst 1961 gab Burghardt das Haus in der Platanenstraße auf und bezog eine kleine Wohnung in der Karl-Marx-Allee. Max Burghardt war gesundheitlich angegriffen. Er litt an einer Depression und hatte Herzbeschwerden. Max Burghardt bat den damaligen Minister Hans Bentzien um eine Entbindung von seiner Aufgabe als Intendant der Staatsoper. Er wollte sich stattdessen stärker auf seine Funktion als Präsident des Kulturbundes konzentrieren. Als Nachfolger schlug er Hans Pischner vor. Bentzien schlug vor, zunächst noch ein Jahr zu warten. Letztlich schied Burghardt dann 1963 aus der Position an der Staatsoper.
Burghardt heiratete Marianne Gornig, die er in den 1950er Jahren als Bürgermeisterin von Ottendorf-Okrilla kennengelernt hatte.

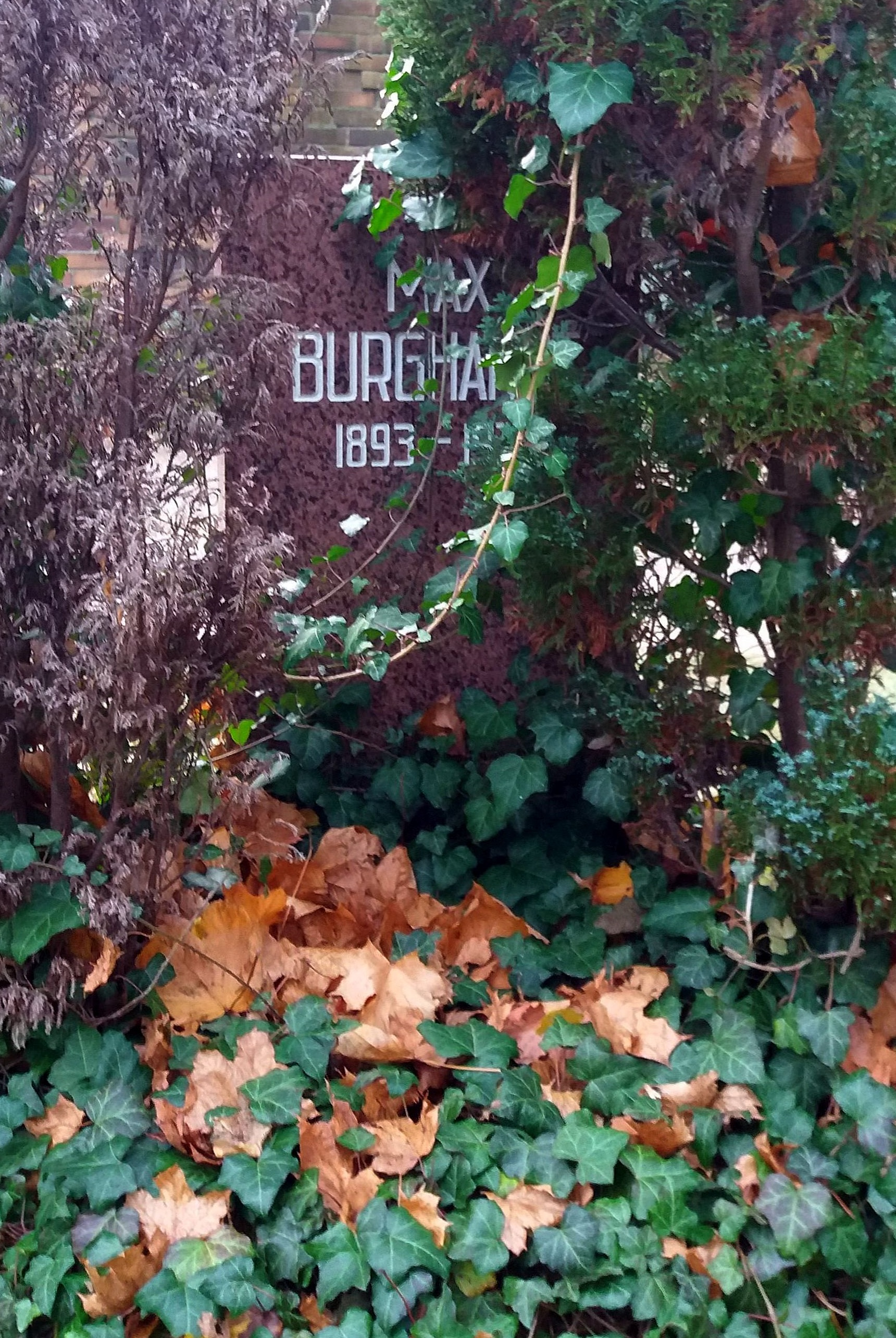
Grabstätte

Er starb 1977. Seine Urne wurde in der Grabanlage Pergolenweg des Berliner Zentralfriedhofs Friedrichsfelde beigesetzt. Sein Nachlass befindet sich in der Akademie der Künste.

## Auszeichnungen
Max Burghardt wurde 1952 und 1959 mit dem Nationalpreis der DDR ausgezeichnet und erhielt mehrmals den Vaterländischen Verdienstorden, darunter am 6. Mai 1955 in Silber und 1963 und 1965 in Gold sowie 1973 die Ehrenspange zum Vaterländischen Verdienstorden in Gold. 1968 und 1970 wurde er mit dem Karl-Marx-Orden geehrt.

## Darstellung Burghardts in der bildenden Kunst der DDR
- Hans Kies: Prof. Max Burghardt (Porträtbüste, Bronze, 1969)[17]

## Schriften
- Briefe, die nie geschrieben wurden. Berlin 1967
- Fürchtet euch nicht. Berlin 1968
- Ich war nicht nur Schauspieler. Erinnerungen eines Theatermannes. Weimar 1972